# Veliki Ústiug
Veliki Ústiug (en ruso: Великий Устюг) es una ciudad rusa ubicada en la esquina nororiental de la óblast de Vólogda, en el norte de la Rusia europea. A efectos de desconcentración administrativa de los órganos federales y de la óblast, forma una unidad administrativa directamente subordinada a la óblast, y es al mismo tiempo la sede administrativa del raión homónimo sin formar parte del mismo. Sin embargo, a efectos de autogobierno local, la ciudad y el raión forman desde 2022 un único ayuntamiento, con estatus de ókrug municipal.
Está situada en la confluencia de los ríos Sújona y río Yug, que forman el Dviná Septentrional. Está a 394 km de Vólogda, la capital de la óblast.
En 2023, la ciudad tenía una población de 28 266 habitantes. Es la cuarta localidad más poblada de la óblast.

## Historia

Mapa del río Dviná Septentrional donde aparece Veliki Ústiug

El nombre de Veliki Ústiug le viene dado por el primer asentamiento en el área, el monasterio de Gleden (Гледен), fue construido en el punto en el cual el río Yug (río del "Sur") confluye con el Sújona, momento en el que el curso de agua toma el nombre de Dvina septentrional. En la lengua rusa el término utilizado para indicar la desembocadura de un río es "ust'e" (устье). Esto, unido con el nombre del río Yug (юг) ha formado el nombre del asentamiento, Ústiug (Устюг). A finales del siglo XV la ciudad fue investida del título de «Grande» (Veliki, Великий).
Ya en el siglo IX o X existía un asentamiento ugrio en la zona. En el siglo XI estas tierras pertenecían a Nóvgorod. Es fundada como tal en 1147. Ústiug es mencionada por primera vez en una crónica de 1207. Dependía entonces del principado de Vladímir-Súzdal. Es ciudad desde 1218. Situada en la unión de rutas comerciales importantes, la ciudad se transforma en un importante centro de industria y comercio en los siglos XVI y XVII. Veliki Ústiug perdió su papel clave de puerto fluvial debido a la disminución de la importancia de la ruta comercial entre China y Europa occidental por el río Sújona. Este declive fue todavía más amplio a partir de la apertura del canal de Suez en 1869.
La ciudad es conocida por sus notables productos de artesanado, como las filigranas de plata, la corteza de abedul tallada, la encuadernación decorativa en cuero y los objetos decorados a base de sulfuros metálicos (nielo). A algunos kilómetros está el monasterio de la Trinidad de Gleden, hoy en día un museo.

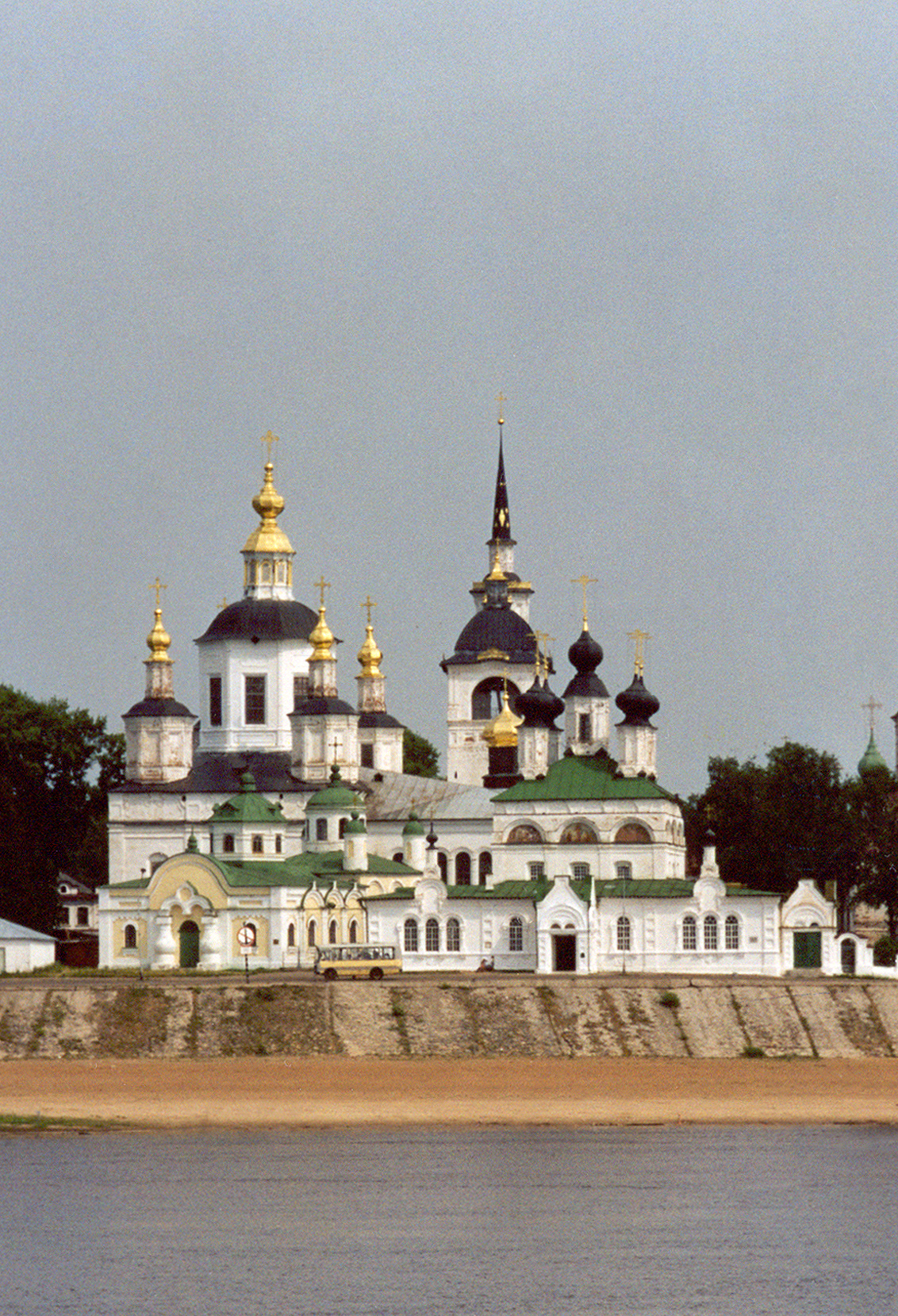
Vista del complejo de la catedral en Veliki Ústiug desde el pueblo de Dimkovo (foto 2001).
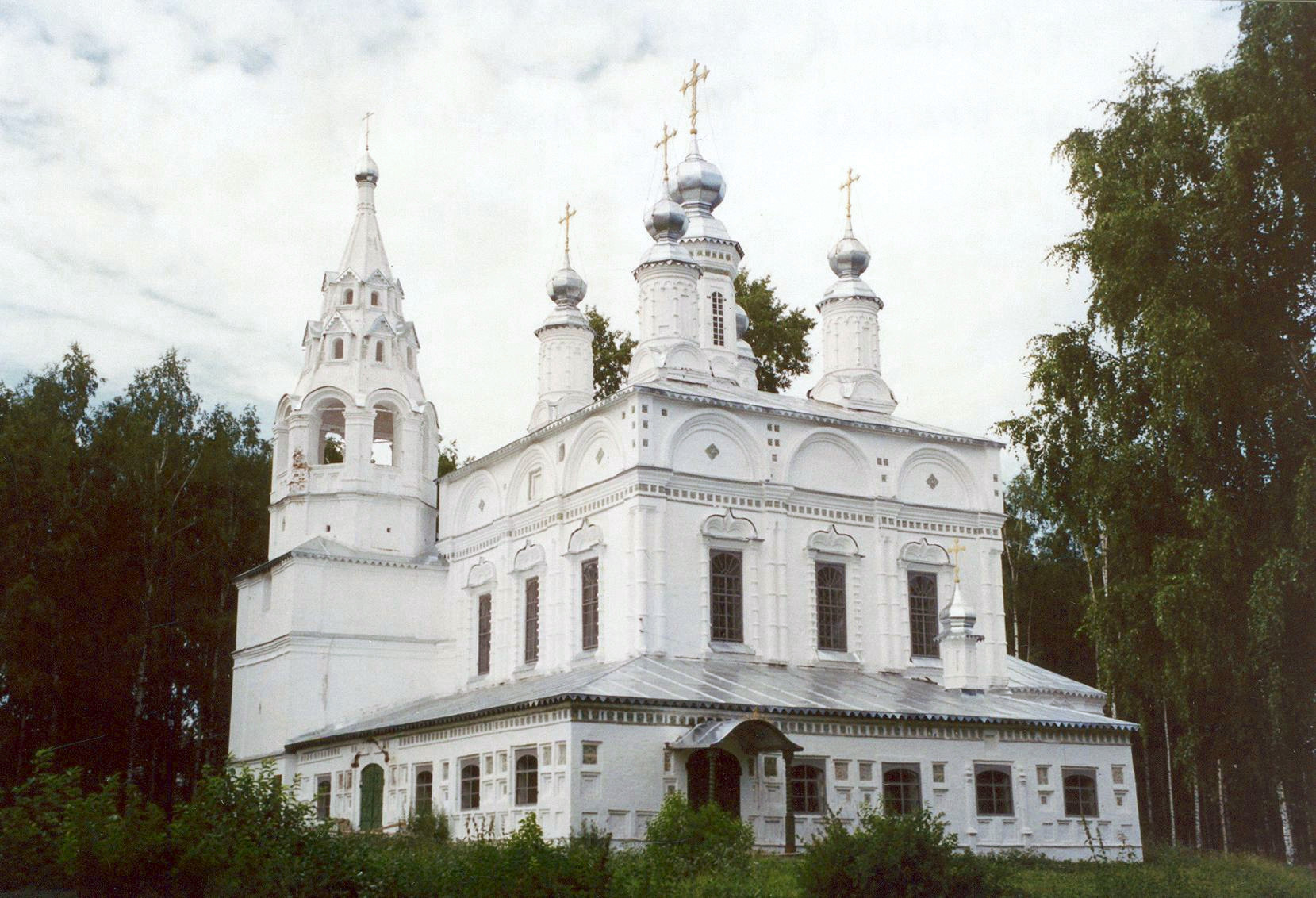
Catedral de Spaso-Preobrazhensky en la calle Krasnaya en Veliki Ústiug (foto 2001).
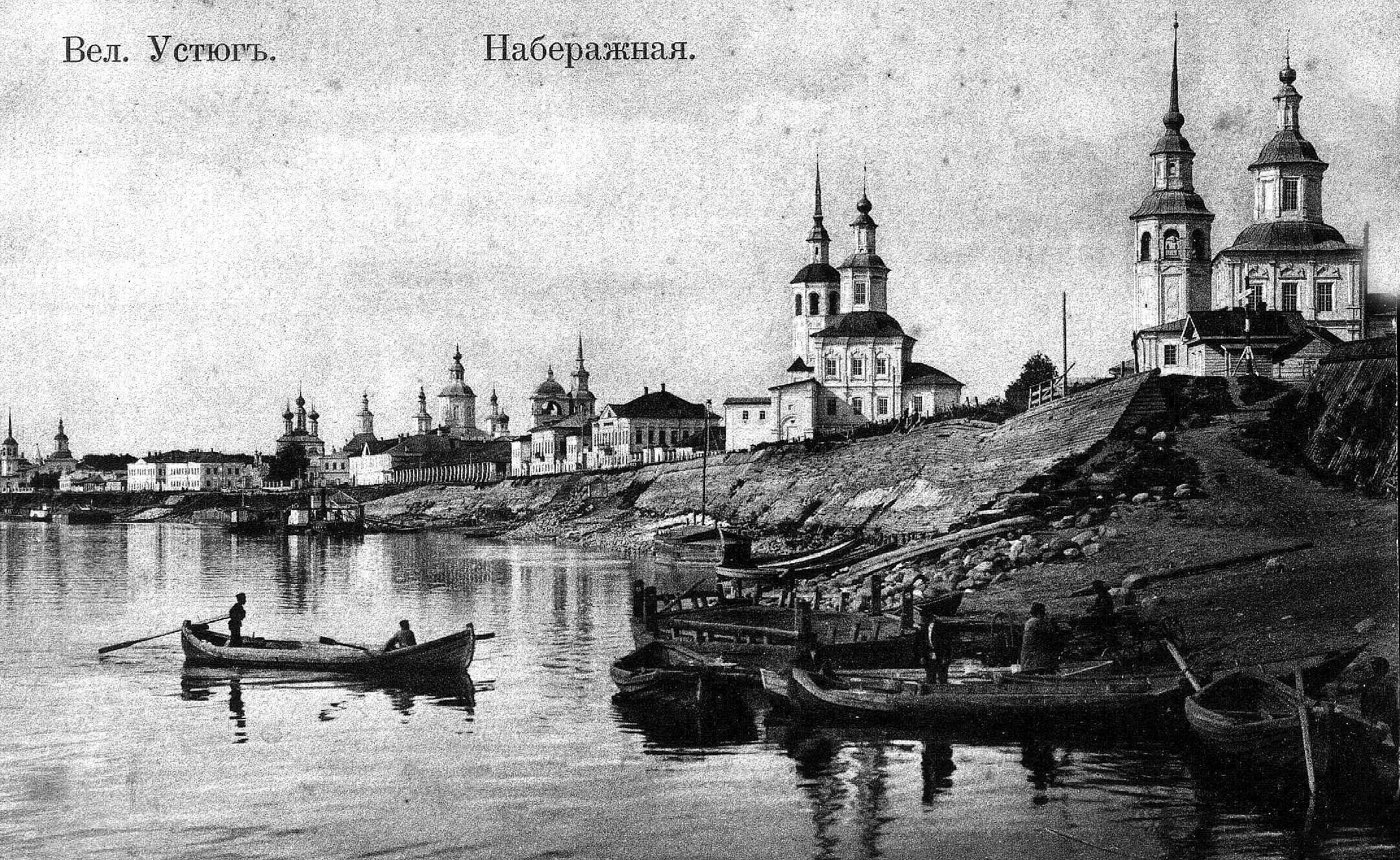
Orilla del río en Veliki Ústiug (foto 1913).
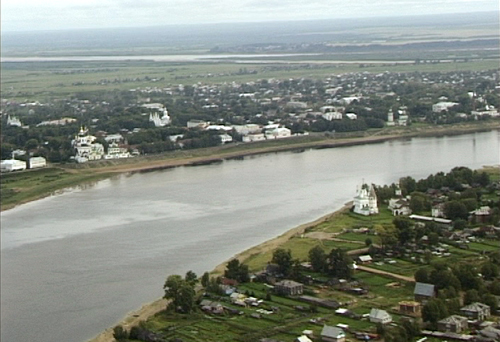
El Sújona antes de la confluencia con el Yug, en Veliki Ústiug
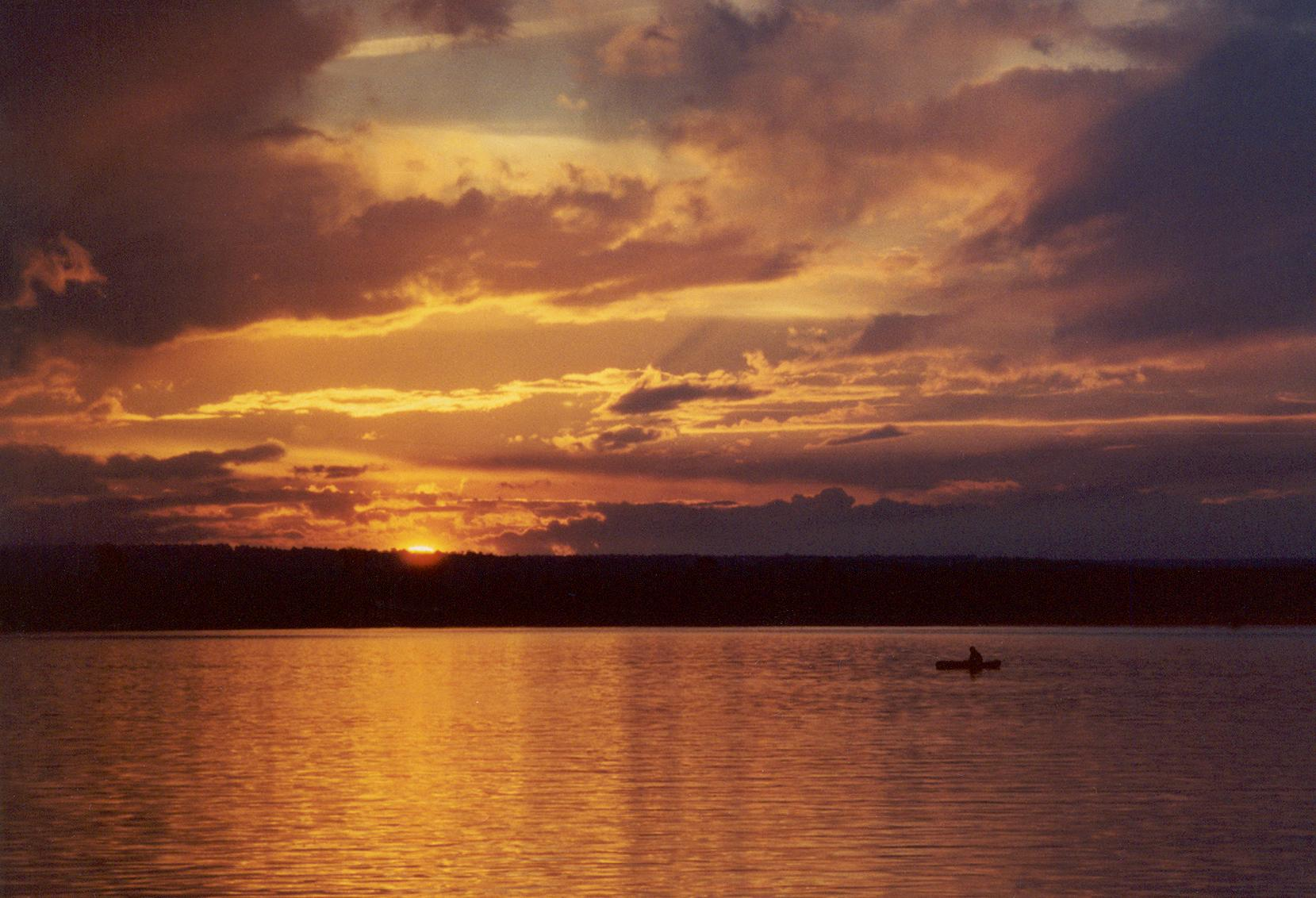
Atardecer en el río Sújona cerca de Veliki Ústiug (foto 2001).
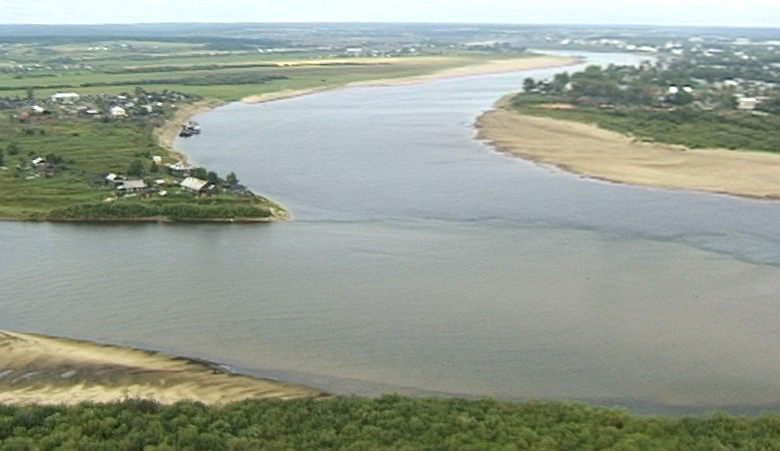
El Dvina Septentrional empieza en la confluencia del rio Yug (a la izquierda) y el Sújona (a la derecha) cerca de Veliki Ústiug (foto 2001).

## Demografía
| 1897   | 1926   | 1939   | 1959   | 1970   | 1979   | 1989   | 2002   | 2008   |
| ------ | ------ | ------ | ------ | ------ | ------ | ------ | ------ | ------ |
| 11 300 | 19 100 | 32 100 | 37 000 | 36 700 | 37 900 | 36 202 | 33 419 | 32 048 |

## Administración
Forma parte de la óblast de Vólogda, en el norte de la Rusia europea. A efectos de desconcentración administrativa de los órganos federales y de la óblast, es una de las cuatro ciudades de la óblast de Vólogda que no pertenecen a ningún distrito administrativo o raión, formando una unidad administrativa urbana directamente subordinada a la óblast. En muchos aspectos de desconcentración administrativa, se considera que la ciudad de Krasávino y el asentamiento de tipo urbano de Kúzino forman parte de esta unidad urbana administrativa. Estas localidades urbanas se enclavan geográficamente dentro del raión de Veliki Ústiug, del que esta ciudad es sede administrativa sin formar parte del mismo.
Sin embargo, a efectos de autogobierno local, desde 2022 el territorio urbano de Veliki Ústiug comparte un solo ayuntamiento con el raión homónimo, de forma que todo el territorio se autogobierna conjuntamente como un ókrug municipal. Antes de 2022, Veliki Ústiug tenía su propio ayuntamiento urbano, que se integraba a efectos municipales en el raión. Este ayuntamiento urbano incluía como pedanía a la aldea (derevnia) de Slobodka, que ha formado siempre parte del raión administrativo, y que a efectos administrativos se integra en la unidad administrativa rural (selsoviet) de Yúdino.

## Nacidos en Veliki Ústiug
- San Esteban de Perm.
- San Procopio de Ústiug.
- Semión Dezhniov (1605-1673), explorador.
- Yeroféi Jabárov (1603-1671), explorador.
- Vladímir Atlásov (hacia 1611-1711), colonizador de Siberia.

## Ciudades hermanas
La ciudad es miembro de la Nueva Hansa